# 耳なし芳一
『耳なし芳一』/『耳無し芳一』/『耳無芳一』（みみなし ほういち）は、古代の日本を舞台とした怪談であり、また、その物語の主人公である琵琶法師・芳一の、作中における事件後の（つまり、耳を無くした後の）通名でもある。
安徳天皇と平家一門（伊勢平氏一門）を祀った、長門国豊浦郡の赤間関を擁する紅石山（べにしやま）の麓にあった阿弥陀寺（あみだじ｜現在の山口県下関市に所在する赤間神宮の前身）の領内を舞台とし、架空の若き琵琶法師・芳一を主人公とする。

## 概要

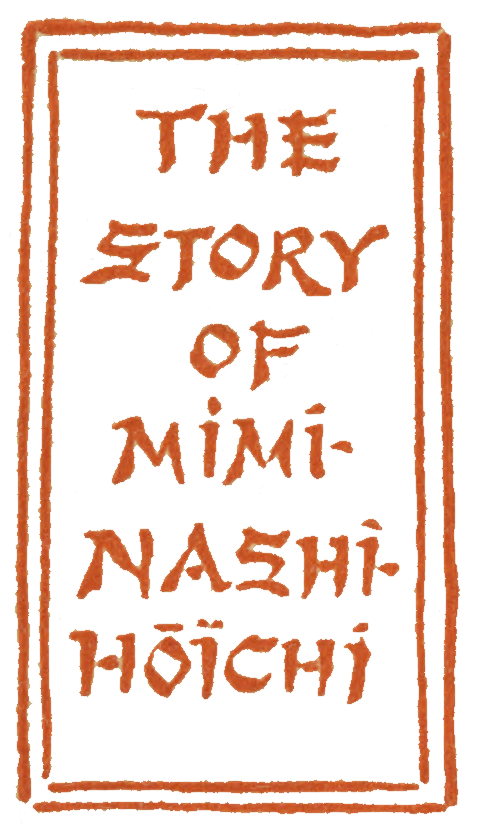
Kwaidan, Stories and Studies of Strange Things/The Story of Mimi-Nashi-Hōïchi（1904年）

小泉八雲の『怪談』（1904年〈明治37年〉刊行）に所収の「耳無芳一の話（みみなしほういち の はなし）」で広く知られるようになった。
森銑三らによれば、小泉八雲が典拠としたのは、江戸時代後期の天明2年（1782年）に刊行された一夕散人（いっせきさんじん）の怪談奇談集読本『臥遊奇談（がゆう きだん）』（全5巻5冊）の第2巻「琵琶秘曲泣幽霊（びわのひきょくゆうれいをなかしむ）」であった。
『臥遊奇談』でも琵琶師の名は「芳一」であり、背景舞台は長門国豊浦郡の赤間関、阿弥陀寺とある。これは、幕藩体制下の長門府中藩領赤間関と阿弥陀寺（安徳天皇御影堂を中核とする）にあたり、明治時代初期の神仏分離と廃仏毀釈運動によって阿弥陀寺が廃寺となったのち、現在では、山口県下関市赤間町界隈および阿弥陀寺町の赤間神宮となっている。
昔話として徳島県より採集された例（1985年）では「耳切り団一」で、柳田國男が『一つ目小僧その他』（1934年）等で言及している。
芳一のモデルは、南北朝時代の平曲（琵琶の伴奏による『平家物語』の語り物）の流派「一方流（いちかたりゅう）」を確立した明石覚一検校（1299年頃 - 1371年）であるという説がある。

## 物語
赤間関にある阿弥陀寺に芳一という琵琶法師が住んでいた。芳一は平家物語の弾き語りが得意で、特に壇ノ浦の段は「鬼神も涙を流す」と言われるほどの名手であった。
ある夜、住職の留守の時に、突然どこからともなく一人の武者が現われる。芳一はその武者に請われて「高貴なお方」の御殿に琵琶を弾きに行く。盲目の芳一にはよく分からなかったが、そこには多くの貴人（きじん）が集っているようであった。壇ノ浦合戦のくだりをと所望され、芳一が演奏を始めると、皆、熱心に聴き入り、芳一の芸の巧みさを誉めそやす。しかし、語りが佳境になるにつれて、皆、声を上げてすすり泣き、激しく感動している様子で、芳一は自分の演奏への反響の大きさに内心驚く。芳一は七日七晩の演奏を頼まれ、夜ごと出かけるようになるが、女中頭から「このことは他言しないように」と釘を刺された。
住職は、目の見えない芳一が無断で毎夜一人で出かけ、明け方に帰ってくることに気付いて不審に思い、寺男たちに後を着けさせた。すると、大雨の中、芳一は一人、誰もいない平家一門の墓地の中におり、平家が推戴していた安徳天皇の墓前で、恐ろしいほど無数の鬼火に囲まれて琵琶を弾き語っていた。驚愕した寺男たちは強引に芳一を連れ帰る。事実を聞かされ、住職に問い詰められた芳一は、とうとう事情を打ち明けた。芳一が貴人と思っていたのは、近ごろ頻繁に出没しているという平家一門の邪悪な怨霊であった。住職は、怨霊たちが邪魔をされたことで今や芳一の琵琶を聴くことだけでは満足せず、このままでは芳一が平家の怨霊に殺されてしまうと案じた。住職は自分がそばにいれば芳一を護ってやれるが、あいにく今夜は法事で芳一のそばに付いていてやることができない。寺男や小僧では怨霊に太刀打ちできないし、芳一を法事の席に連れていけば、怨霊をもその席に連れていってしまうかもしれず、檀家に迷惑をかけかねない。そこで住職は、怨霊の「お経が書かれている体の部分は透明に映って視認できない」という性質を知っていたので、怨霊が芳一を認識できないよう、寺の小僧とともに芳一の全身に般若心経を写経した。ただ、この時、耳（耳介）に写経し忘れたことに気が付かなかった。また、芳一に怨霊が何をしても絶対に無視して音を立てず動かないよう堅く言い含めた。
その夜、芳一が一人で座っていると、いつものように武者が芳一を迎えにきた。しかし、経文の書かれた芳一の体は怨霊である武者には見えない。呼ばれても芳一が返事をしないでいると、怨霊は当惑し、「返事がない。琵琶があるが、芳一はおらん。これはいかん。どこにいるのか見てやらねば…。」と、独り言を漏らす。怨霊は芳一の姿を探し回った挙句、写経し忘れた耳のみを暗闇の中に見つけ出した。「よかろう。返事をする口がないのだ。両耳のほか、琵琶師の体は何も残っておらん。ならば、できる限り上様の仰せられたとおりにした証として、この耳を持ち帰るほかあるまい。」と怨霊はつぶやき、怪力でもって芳一の頭から耳をもぎ取った。それでも芳一は身動き一つせず、声を出さなかった。怨霊はそのまま去っていった。 明け方になって帰ってきた住職は、両の耳をちぎられ、血だらけになって意識を無くした芳一の様子に驚き、昨夜の一部始終を聞いた後、芳一の全身に般若心経を書き写いた際に納所が経文を耳にだけ書き漏らしてしまったことに気付き、そのことを見落としてしまった自らの非を芳一に詫びた。
その後、芳一の前に平家の怨霊は二度と現れず、また、良い医師の手によって芳一の耳の傷もほどなくして癒えた。この不思議な出来事は世間に広まり、彼は「耳なし芳一」と呼ばれるようになった。やがて、芳一は、琵琶の腕前も評判になり、その後は何不自由なく暮らしたという。

## 物語の舞台
この物語は、芳一たち人間が住まう阿弥陀寺と、怨霊たちが「逗留している」と称する実体無き御殿、その実態である安徳天皇の墓所という、2つの場所（実際には幻でしかない御殿も数えるなら3つの場所）だけで、話の大部分が進行する。

### 阿弥陀寺
真言宗の寺院。
なお、地元・下関では「阿弥陀寺」を「あみだいじ」と読むというが、これは、数え年8歳・満6歳4か月という若さでこの世を去った安徳天皇の墓所を「大事（だいじ）」に守っていこうとの含意あってのものらしい。

### 御殿
「御殿（ごてん）」「館（やかた）」「屋敷（やしき）」「御旅館（ごりょかん）」など、様々な呼び方をしている。壇ノ浦合戦の跡地を見に来たという平家一門の怨霊たちが「逗留している」と称する豪奢な建物で、実体は無い。幽霊の招きに応じて取り込まれてしまった芳一には、感触や匂いまでも感じられて、現実の物と思えたが、端から信じていない寺男たちには、五感で感じ取れる物は何も無く、そこには安徳天皇の小さな墓所があるだけで、彼らの眼に映るのは、おびただしい数の鬼火が周りを飛び交っている怖ろしい光景でしかなかった。この墓所というのは、江戸時代初期に設けられた（整備された）と考えられる「七盛塚」のことであろうといわれている。

## 登場人物

### 人間
- 芳一（ほういち）

主人公。琵琶の弾奏に特別な才能を見せる若き琵琶法師である。「少年」とされるが、正確には10代後半であり、芳一堂に祀られている木像も、大人になるにはまだ早い子供といった感じで造形されている。ただし、後世のリメイク作品などでは、青年あるいは大人のイメージで描写されるのが通例となっており、子役がキャスティングされた例は見当たらない。
盲（めし）いて生まれた芳一は、貧しい境遇に育ったが、幼くして師匠を凌ぐほどの才気に溢れた芸がその身を大いに助けた。赤間関の阿弥陀寺に身を寄せたのも、芸能の才が手繰り寄せた良運であった。阿弥陀寺での芳一は、芸能好きの住職に衣食住の足るを約束され、必ずやるべきことと言えば、住職の求めに応じて琵琶を奏してみせることのみであった。しかし、檀家に不幸があったので住職たちが出掛けてしまい、芳一がひとり切り寺に残って過ごすことになった蒸し暑い夏の夜のこと、怖ろしき怨霊どもの耳にも届いてしまった芳一の才が、今度は命に係わる禍事（まがごと）を引き寄せてしまう。盲いたか弱き少年の前に、居丈高な大男の気配が現れた。
- 耳なし芳一

事件が解決した後、しばらく経って呼ばれるようになった、芳一の通名。ただ、文献によって名称と表記はまちまちである。大きく「耳切れ」と「耳無し」に分かれており、後者は小泉八雲が「耳無芳一の話」で用いて以降の文献からしか見ていないと、近藤清兄は言っている。
- 耳切れ芳一 / 耳きれ芳一（みみきれ ほういち）、耳切れ

芳一ばかりでなく、「耳切れ○○」は類例が多い。仮名草子『曽呂利物語』（寛文3年〈1663年〉刊行）巻第4の9の「耳切れうん市が事（みみきれうんいちがこと）」では、その名は「うん市」、事件後の「耳切れうん市」であり、怪談集『宿直草（とのいぐさ）』（延宝5年〈1677年〉刊行）巻2第11の「小宰相の局、ゆうれいの事（こざいしょうのつぼね ゆうれいのこと）」では、その名は「団都（だんいち）」、事件後の「耳きれ団都」である。「#類話」も参照のこと。
- 耳無芳一 / 耳無し芳一 / 耳なし芳一（みみなし ほういち）

- 住職（じゅうしょく）

呼び方は「住職和尚」「住職」「和尚」の3通りがある。芳一が世話になっている阿弥陀寺の、住職を務める和尚である。なお、「和尚」は仏教僧の敬称でしかないので、本項の解説では立場を明示できる「住職」を主に用いた。
詩歌と音楽を好み、評判の芳一をしばしば寺に招いては弾き語りをさせていたが、今では芳一を寺に住まわせ、衣食住の足るを約束する代わりに求めに応じて琵琶の腕前を披露することを頼み、日々の楽しみにしている。
- 納所（なっしょ）

寺の会計や庶務を取り扱う下級の僧、すなわち「納所坊主（なっしょぼうず）」のこと。言葉を発する場面は無い。住職が法事で出掛ける際には必ず随伴する。住職と納所が出払ってしまうと、夜の阿弥陀寺には芳一ひとりが残されてしまうのであった。そのような時に、武者の怨霊は現れた。怨霊どもを経文で遠ざけようと図った時も、折悪しくその夜の住職と納所は、急の不幸があった檀家のための通夜に出掛けるしかなかった。そして、実のところ、芳一の耳に経文を書き忘れて武者の怨霊に形ばかりのお役目を果たさせてしまったのは、この納所であった。後世のリメイク作品では、小僧が書き忘れたことになっているものもある。
- 寺男（てらおとこ）

寺に雇われて雑役をする下男のこと。寺男は近在の民家から通ってくるもので、納所や芳一のような寺の住み込みではない。日に日に痩せ衰え、夜ごと闇に紛れていずこかへ出掛ける芳一の身を案じた住職は、寺男たちに命じて芳一の奇行の正体が何であるのか探らせる。話に聞いたことも無いほどの数の鬼火が飛び交う真夜中の墓地で一心に琵琶を奏でる芳一を発見した寺男たちは、拒むのもかわまず力ずくで連れ戻す。
- 小僧（こぞう）

寺の小坊主たち。芳一を捜す寺男たちと行動を共にするも、言葉を発する場面は無い。

### 怨霊
解説する際は「幽霊」「亡霊」「怨霊」などと呼ばれるが、オリジナルとそれに近い物語の中では「霊」とさえ呼ばれない。小泉八雲の「耳無芳一の話」でもそうで、「幽霊（幽霊火）」「霊」「怨霊」が物語の前段の昔語りで用いられているのみで、武者を始めとする芳一たちと関わる怪しき者たちを指して「霊」とは言っていない。
赤間関の御殿に逗留中の平家一門の怨霊たち。壇ノ浦合戦の跡地を見るために赤間関を訪れ、御殿に逗留していると言ってはいるが、その実は、赤間関にある幼帝・安徳天皇の墓所に寄り集まった霊魂たちであった。
- 武者（むしゃ）

「武者」「武士」「侍」などと呼ばれる。
鎧を身に纏った侍の怨霊で、平家一門を統べる上様に仕える偉丈夫である。上様のことは「今の殿様」「身共（みども）の主君」「我が君」などと呼ぶ。上様から芳一の送り迎えを仰せつかっている。リメイク作品での描かれ方には幅があり、兜ではなく侍烏帽子（さむらい えぼし）を被っているものを基本としながらも、中には大鎧姿で描かれるものもある。芳一はこの武者を殿居（とのい）の衛士（貴人に仕える夜警の侍）であろうと考えた。盲目の芳一は、この武者に送り迎えされるにあたり、時として手を引かれるのであるが、その際、鍛え上げられた鉄のような硬さと、冷え冷えとした感触を覚えている。
- 女中頭（じょちゅうがしら）[4]

平家一門に仕える女中たちの頭。女中たちも怨霊であり、武者と上様の間、そして、上様と芳一の間で、取り次ぎの役目を担っているのが女中頭である。芳一と言葉を交わすことになったただ一人の女中を、芳一は女中頭と考えた。姿は見えなくとも、芳一は彼女を老女と感じた。その老女は、自分たちが何者であるかについて、芳一に話せる範囲で解き明かしてくれる。しかし一方で、自分たちの御殿に参内していることを誰にも明かさぬよう、それが御上意であるからと、芳一に厳命してもいる。
- 女たち

止ん事無き平家一門の女たち。芳一の腕前に驚き、絶賛し、天才が爪弾く語り物の悲しい結末に咽び泣く。
- 上様（うえさま）

「上様」または「殿様」と呼ばれる。
平家一門の怨霊を統べる者。御殿では弾奏する芳一の正面に座していたであろうが、直々に言葉を交わすことも無いため、盲目の芳一には最後まで正体が掴めなかった。

## 類話

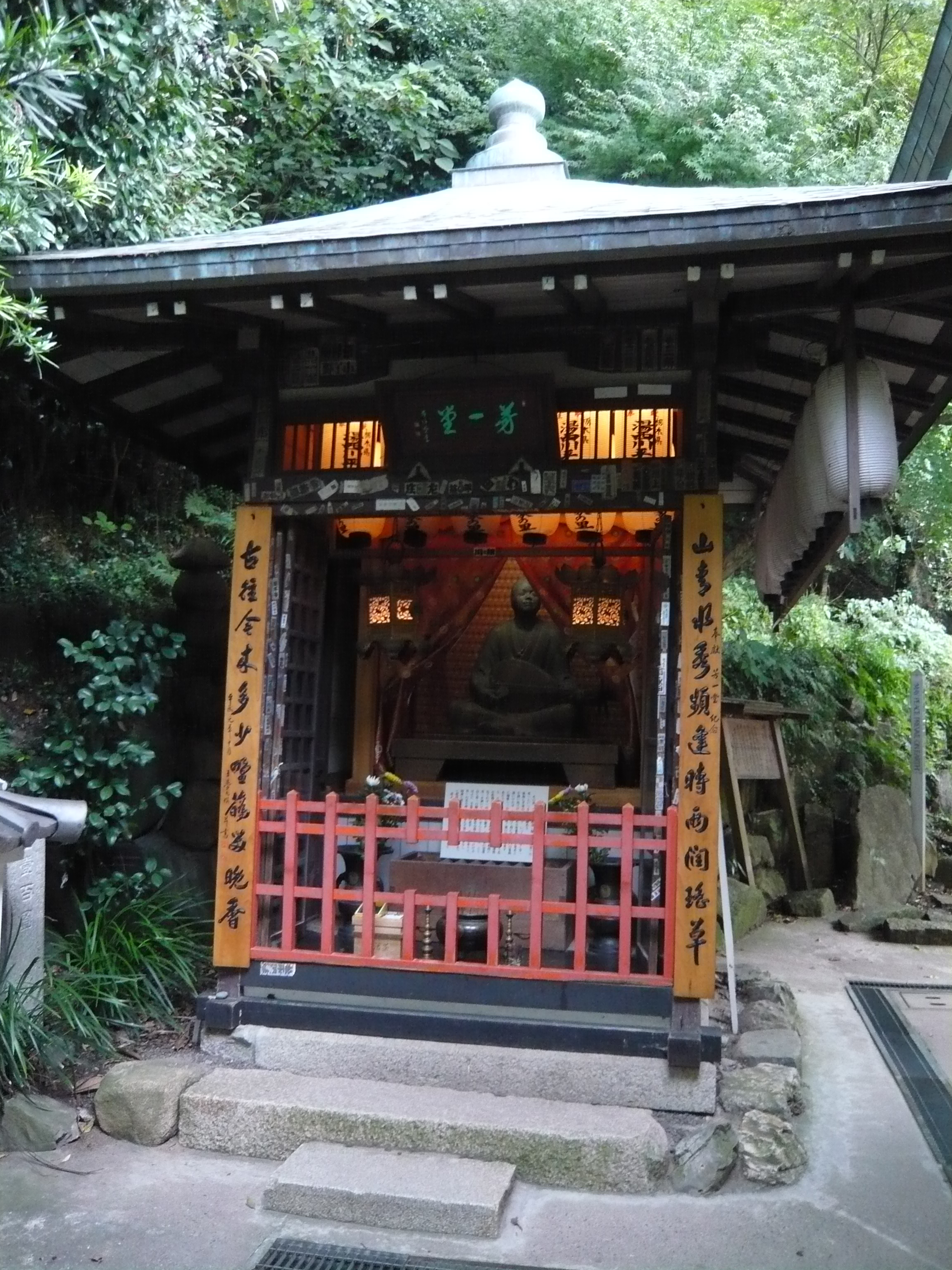
芳一堂

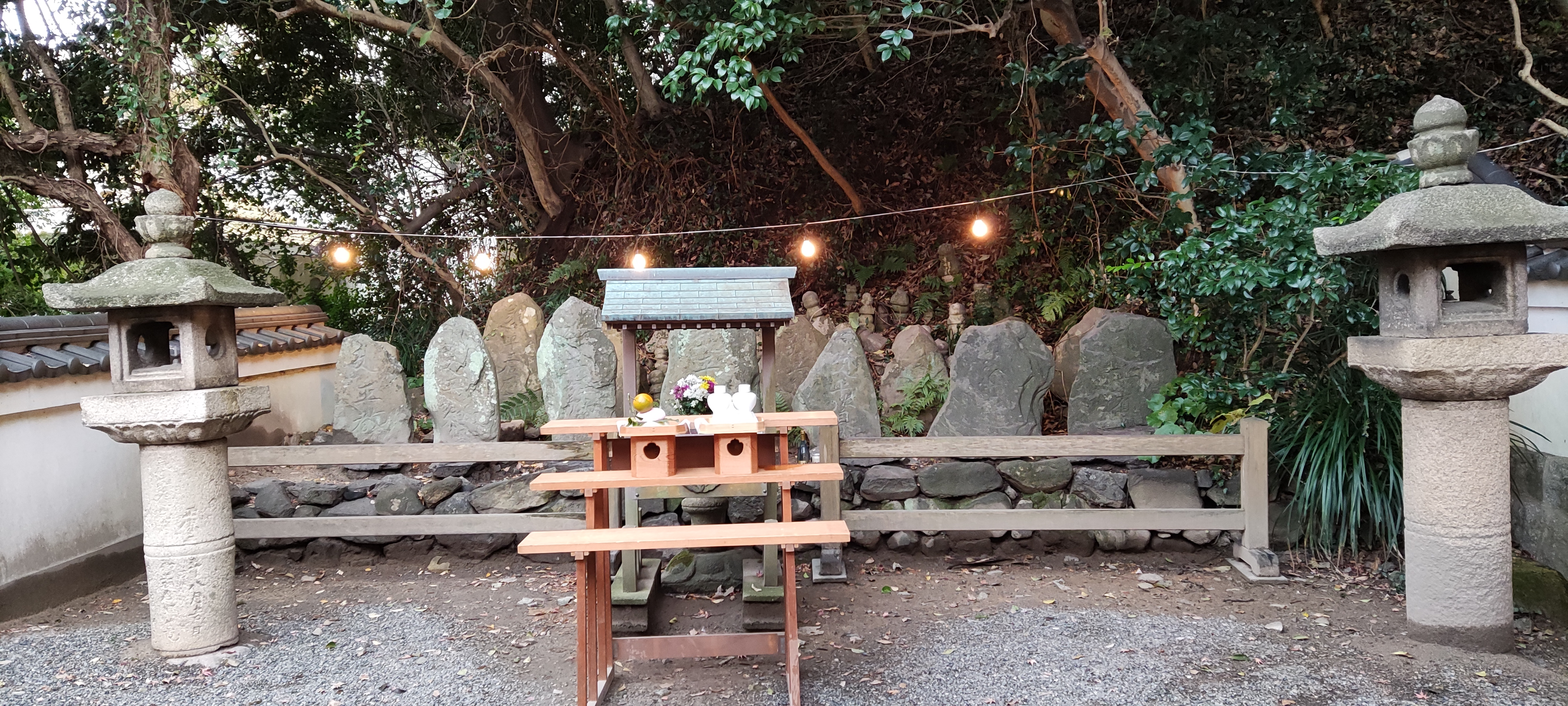
七盛塚

上記の話が、一般的に「耳なし芳一」と言われるものであるが、これ以外にも幾つかの類話が存在しており、部分部分で話が違っていたり、結末が異なったりする。
寛文3年（1663年）に刊行された『曽呂利物語』の中では、舞台は信濃、善光寺内の尼寺となっているうえ、主人公は芳一ではなく「うん市」という座頭である。

## 芳一堂と七盛塚
芳一堂（ほういち どう）は、赤間神宮の境内にある祠である。1957年（昭和32年）5月に建立された。堂内には、山崎朝雲の門下生で山口県防府市出身の彫刻家である押田政夫（おしだ まさお）の手になる芳一像（木造芳一坐像）が（堂の建立時に）奉納されている。
また、芳一堂の左手には平家一門を供養する七盛塚（しちもりづか、ななもりづか）があり、毎年7月15日には芳一堂と七盛塚の前で「耳なし芳一琵琶供養祭」（通称：耳なし芳一まつり）が斎行されている。
七盛塚は、関ヶ原合戦（慶長5年/1600年）の頃、関門海峡で頻発した海難事故を「平家の怨霊が騒ぎ出した」と世間が騒いだことを受けて、赤間関を擁する紅石山の山腹に中世の頃から散在していた7基の墓標を、江戸時代になって阿弥陀寺の境内に参集させたものである。そのようなことから、平家一門を慰めるために芳一が招かれたという墓場が“実在するこの七盛塚”であったとすれば、その物語が整えられたのは江戸時代ということになる。

## 派生作品
ここでは、多岐にわたる派生作品について記載する。1つ目は、オリジナルからいくらか改変されてはいても、制作するに当たっての作家性の発露に留まっているもので、これを「リメイク作品」とした。2つ目は、オリジナルが持つ特徴をモチーフとして利用しているもので、これは「モチーフにした作品」とした。パロディ作品もここに分類する。3つ目は、オリジナルにインスパイアされた作品、つまり、『耳なし芳一』から受け取ったインスピレーションを全く異なる創作に活かした作品であり、「インスパイア作品」とした。

### リメイク作品
- 小泉八雲の「耳無芳一の話」については、個別のセクション「小泉八雲「耳無芳一の話」」にて詳説する。

- 小説：小泉八雲『怪談』第1話「耳無芳一の話」 - 1904年（明治37年）刊行。

- 浪曲：2代目玉川勝太郎「耳無し芳一」[25]

第二次世界大戦の戦後復興期（おおよそ1950年〈昭和25年〉から1954年〈昭和29年〉にかけての期間）に上演。
- 映画：東宝『怪談』（1965年〈昭和40年〉一般公開）第3篇「耳無し芳一」

原作：小泉八雲。監督：小林正樹。脚本：水木洋子、音楽：武満徹。
耳無芳一：中村嘉葎雄（撮影時25～26歳）、甲冑の武士：丹波哲郎、住職：志村喬、源義経：林与一、建礼門院：村松英子、平知盛：北村和夫、安徳天皇：佐藤ユリ、ほか多数。
- テレビアニメ：『まんが日本昔ばなし』第0067話「耳なし芳一」

1976年（昭和51年）7月10日放送回（放送回コード：0040-A）。
製作：愛企画センター、グループ・タック、毎日放送。放送時期：JNN（毎日放送、TBS系列）放送時代。視聴時間：約10分。
演出：杉田実、脚本：吉田義昭、美術・作画：馬郡美保子。声：市原悦子（ナレーション、芳一、館の女、寺男B）、常田富士男（武者、寺男A、和尚）。
- 古里紅子 (2011年9月27日). “No.0067 耳なし芳一”. まんが日本昔ばなし～データベース～（人文系データベース協議会公認）.   古里紅子. 2022年9月3日閲覧。

- テレビドラマ：NHK総合『日本の面影』（1984年放送）第4話「生と死の断章」

1984年（昭和59年）3月24日放送回。小泉八雲の「耳無芳一の話」が劇中劇として描かれた。脚本は山田太一、音楽は池辺晋一郎が担当。八雲の生涯を描いたドラマでは西田千太郎を、劇中劇「生と死の断章」では芳一を、小林薫（撮影時32歳）が演じた。cf.「日本の面影#ストーリー」
- “日本映画専門チャンネル（BS・CS放送ほか）『日本の面影』全4話”.   八雲会. 2022年9月6日閲覧。

- 漫画：つのだじろう『怪談―マンガ日本の古典〈32〉』所収「耳なし芳一」

小泉八雲『怪談』の中から数作をコミック化している。初版（中央公論社版）は1995年（平成7年）3月1日刊行。
- 2001年新装版：『怪談―マンガ日本の古典〈32〉』中央公論新社〈中公文庫〉、2001年11月23日。ISBN 4-12-203934-7、ISBN 978-4-12-203934-6 。
- 2019年新装版（電子書籍版）：『つのだじろうの怪談』ゴマブックス、2019年8月9日。

- テレビドラマ：TOKYO MX『妖ばなし』第53話「耳なし芳一」

2000年（平成12年）8月29日放送回。原作は小泉八雲「耳無し芳一の話」。この回は人形劇であり、劇の製作は妖メーションが担当した。番組の製作者は株式会社L4。■予告編の動画がある。
- テレビドラマ：フジテレビ系列『怪談百物語』第5回「耳なし芳一」

2002年（平成14年）10月22日放送回。岸谷五朗（撮影時37歳）が芳一を演じた。原典と異なり耳にも経が書かれるが、芳一を探す武者の声に慄いた芳一が耳をふさいだ時に文字がとれてしまい、結局耳をちぎられてしまう。また、原典には無い芳一が盲目になった理由が語られる。
- 紙芝居：『歴史体感☆紙芝居！』「耳なし芳一」

地元下関市では、壇ノ浦に面したみもすそ川公園で上演されている。いつ始まったのか確認できないが、■上演の様子を収めた動画が、2013年6月付でYouTubeに上がっている。
- テレビアニメ：テレビ東京系列『ふるさと再生 日本の昔ばなし』「耳なし芳一」

2013年8月13日放送回。第72回。30分番組3話構成の1話目。監督：鈴木卓夫。脚本：照沼まりえ、絵コンテ・演出・作画・美術：樋口雅一。声：柄本明、松金よね子。

2015年7月19日放送回。第171回。30分番組3話構成の3話目。監督：鈴木卓夫。脚本：平柳益実、絵コンテ・演出・作画・美術：原田浩。声：柄本明、松金よね子。
- 書籍化：“ふるさと再生 日本の昔ばなし 「耳なし芳一」＜ 絵本”. TSUTAYA.  カルチュア・コンビニエンス・クラブ株式会社. 2022年9月3日閲覧。

- 演劇：声劇和楽団「耳なし芳一」

音楽朗読劇の一種として和楽器とプロの声優による朗読劇をコラボレーションさせた団体「声劇和楽団」による、怪談話の演目の一つ。演目「耳なし芳一」は、2015年（平成27年）12月19日に東京都港区赤坂のサントリーホールでの第四回公演『ヒルズ de 怪談』が初上演。
- テレビ番組：Eテレ『コワイオハナシノクニ』第1話「耳なし芳一」

2018年（平成30年）8月13日放送回。原作：小泉八雲。語り：本郷奏多（撮影時27歳）、絵：劇団イヌカレー・泥犬。音楽：榎本百香、山口優（マニュアル・オブ・エラーズ）。
- “【コワイオハナシノクニ】耳なし芳一”. NHK for shool.   NHK. 2022年9月3日閲覧。■YouTube動画掲載（10分00秒）。
- “NHK Eテレ『コワイオハナシノクニ』第1話「耳なし芳一」”.   八雲会. 2022年9月3日閲覧。

- 演劇：酒林堂『酒林堂 in 浮世絵劇場＜耳なし芳一＞』[33][34]

声優・茶風林が率いる「酒林堂」が演じる朗読劇で、角川武蔵野ミュージアムにて、2022年（令和4年）1月16日上演。フランス・パリを拠点とするアーティスト集団「ダニーローズ・スタジオ (Daniel Rose Studio)」が手掛ける、浮世絵をモチーフにしたプロジェクションマッピングが生み出す360°大空間映像エンターテインメントとのコラボレーションを実現させた。また、同イベントは、ライブ配信サービス「ニコニコ生放送」で独占生中継された。

### モチーフにした作品
- 漫画：山上たつひこ『快僧のざらし』

1976年（昭和51年）初版刊行。ギターの弾き語りがうまい主人公の小坊主「のざらし」が寺で演奏していると、妖しい美女が現れて芸能界入りを請われるが、美女の正体は……、そして、のざらしが出かけた先では……、というパロディ作品。
- 特撮テレビドラマ：『仮面ライダー (スカイライダー)』第43話「怪談シリーズ 耳なし芳一 999の耳」[35][36]

1980年（昭和55年）7月25日放送回。
「人間どもの耳を1000組集めよ！」、耳なし芳一の霊が憑依しているアフリカゾウと鎧武者の怪人ミミンガーは、魔神提督（中ボス）からそのように命じられた。魔神提督はそれを供物としてネオショッカー大首領（ラストボス）に捧げようと目論んでいたのである。耳を999組まで集めたミミンガーは、記念すべき1000組目を憎きカタキの耳で飾ってやろうと筑波洋（スカイライダー）に接近する。ミミンガーが呼び寄せた平家の怨霊たちと戦って悪寒を覚えた洋は、悪霊調伏で名高い僧を頼り、護符を授けられて瞑想を始めるも、アフリカの悪霊使いの術を駆使するミミンガーに攻略されてしまう。かくなる上はと、かつての耳なし芳一に倣うことにした洋は、耳も書き忘れることなく全身を梵字で埋め尽くし、ミミンガーとの決戦に挑むのであった。
- 漫画：丸尾末広『DDT―僕、耳なし芳一です』

1983年（昭和58年）の作。初版刊行は1994年。
- 漫画：江口寿史『意味なし芳一』

1983年（昭和58年）の作。『江口寿史―自選傑作集〈日本漫画家大全〉』所収。
- オリジナルビデオ：『闇武者』

2004年（平成16年）1月25日発売。監督：OZAWA（小沢仁志）。耳なし芳一役：塩谷智司。
- テレビアニメ：『ドラえもん』第221話「暑い夏にはおはなしバッチ」

2011年（平成23年）8月19日放送。この話の中で、ジャイアンが「耳なし芳一」の話のバッチを付ける。
- 楽曲：人間椅子「芳一受難」

アルバム『怪談 そして死とエロス』（2016年〈平成28年〉2月3日リリース）の収録曲。耳なし芳一をテーマにしたヘヴィメタル曲で、般若心経はそのままの形で歌い込んでいる。
- “芳一受難 人間椅子”. Uta-Net.   株式会社ページワン. 2022年9月3日閲覧。■歌詞のほか、YouTubeの公式動画も視聴可能。

- 楽曲：Creepy Nuts「耳無し芳一Style」

ミニアルバム『かつて天才だった俺たちへ』（2020年〈令和2年〉リリース）の収録曲。

### インスパイア作品
- 映画：『魔界転生』

1964年（昭和39年）12月から連載された山田風太郎の小説を、深作欣二監督作品として映画化し、1981年（昭和56年）に封切られた。主演は柳生十兵衛三厳役の千葉真一と天草四郎役の沢田研二で、魔界から転生してきた魔物たちと戦うために、十兵衛が、耳なし芳一ばりに全身にびっしりと梵字を書き記して対抗するシーンがある。
- 映画：『邪 ゴースト・オーメン』[40][41]

原題「Hex 邪」「邪 Hex」、英題 "Xie ", "Hex (Xie)"。1980年公開。香港映画。桂治洪監督作品。
- 映画：『コナン・ザ・グレート』

1982年公開。ジョン・ミリアス監督作品。主役（コナン役）はアーノルド・シュワルツェネッガー。
瀕死の重傷を負ったコナンが全身に呪文を記されることで死神の脅威から護られて復活を果たすというシーンがある。監督は、「このシーンは日本の『耳なし芳一』という物語を題材にした」と自ら語っている。
- 映画：『プレデター』

1987年公開。ジョン・マクティアナン監督作品。主役（アラン・"ダッチ"・シェイファー少佐）はアーノルド・シュワルツェネッガー。
宮台真司は神保哲生とのYouTubeにおける対談の中で、ヤーコプ・フォン・ユクスキュルの環世界の概念を例示し、映画『プレデター』が「耳なし芳一」を模倣した作品であるとしている。

## 小泉八雲「耳無芳一の話」
小泉八雲の小説『怪談』に所収の「耳無芳一の話」は、これが刊行された1904年（明治37年）以降では、後世にもたらした影響力において元の民話を超えてしまっている部分がある。多くのリメイク作品は、元の民話ではなく八雲の「耳無し芳一の話」からのリメイクである。そもそも「耳無し」という呼称からして八雲の創作で「耳切れ」がオリジナルではなかろうかというのが、近藤清兄の説である。

## 朗読
- 【公式】窪田等の世界 (4 October 2020). 心地よい朗読　窪田等 『耳無芳一の話』作・小泉八雲 (動画共有サービス). YouTube.  該当時間: 34分12秒. 2022年9月1日閲覧.

※日本のナレーション界の巨匠・窪田等による、小泉八雲『耳無芳一の話』の朗読。

## 語り
- 現代語り素の会 (12 May 2021). 「耳なし芳一のはなし」作：小泉八雲　　語り：杉浦悦子（劇団青年座） (動画共有サービス). YouTube.  該当時間: 35分24秒. 2022年9月1日閲覧.

※劇団青年座の座員で女優の杉浦悦子による、小泉八雲『耳無芳一の話』の語り（朗読形式の演劇）。「現代語り素の会」は、プロの俳優である杉浦悦子・山口晃・松本潤子・若松雅子の4名を中心に朗読公演を開催している。

## 琵琶弾奏
- 映像工房・和と京 (21 March 2021). 80歳の琵琶奏者が奏でる薩摩琵琶「坂田美子版・耳なし芳一」 (動画共有サービス). YouTube.  該当時間: 21分49秒. 2022年9月2日閲覧.

※齢80の琵琶奏者による、小泉八雲『耳無し芳一の話』改、薩摩琵琶楽譜・坂田美子バージョン。最後は芳一の昔語りという形を執っており、内容は大幅に短縮されている。

## 特記事項
『耳なし芳一』にちなんだ命名
- コローニ（コローニ・C4） - 1991年に参戦していたF1マシンの一つ。チームが同年の日本グランプリに参戦するための資金を集めるべく個人スポンサーを募ったところ、多くの個人名がマシンにびっしりと書かれてしまったため、「耳なし芳一」と揶揄された。